# شيكو مينديز
شيكو مينديز (بالبرتغالية: Chico Mendes‏) هو ناشط ونقابي وسياسي برازيلي، ولد في 15 ديسمبر 1944 في زابوري في البرازيل، وتوفي بنفس المكان في 22 ديسمبر 1988. حزبياً، نشط في حزب العمال البرازيلي.

## النشاطية
في البداية اعتقدت أني أقاتل من أجل أشجار المطاط، ثم اعتقدت أني أقاتل لإنقاذ غابات الأمازون المطيرة. الآن أدرك أنني أقاتل من أجل الإنسانية.

-  شيكو مينديز
طلب كل من شيكو مينديز ونقابة عمال المطاط من الحكومة إنشاء مخزونات احتياطية، لأنهم يريدون من الناس استخدام الغابة دون إلحاق الضرر بها. واستخدموا تقنية فعالة للغاية أطلقوا عليها اسم «إمبيت»، إذ أغلق جامعو المطاط الطريق إلى مخازن المطاط مانعين بذلك تدميرها.
أُنشئ اتحاد جامعي المطاط في عام 1975 في مدينة برازيليا القريبة، في الفترة التي انتُخب بها ويلسون بينهيرو رئيسًا للنقابة ومنديز أمينًا لها.
لعب مينديز دورًا رئيسيًا في إنشاء المجلس الوطني لجامعي المطاط في منتصف الثمانينيات من القرن العشرين. تربط جماعة مينديز علاقات قوية مع الحملة الوطنية للدفاع عن الأمازون وتطويرها والمساعدة في تنظيم حزب العمال المحلي.
جاء جامعو المطاط من جميع أنحاء العالم عندما عُقد الاجتماع الأول لهذا الاتحاد في عام 1985 في العاصمة برازيليا. امتد نقاشهم من العوامل التي تهدد مصادر رزقهم إلى قضايا أكبر تتمثل في رصف الطرق وتربية الماشية وإزالة الغابات. لفت الاجتماع أيضًا انتباه الحركة البيئية الدولية، مما أعطى جامعي المطاط جمهورًا أكبر لشكواهم. اعتنقت المجموعة تحالفًا أكبر مع البيئة، بدلًا من الماركسية الصارمة على الرغم من الجمعيات البرجوازية السابقة. وجاءت صياغة مفهوم ومصطلح «المخزونات الاستخراجية» كنتيجة أخرى لهذه المناقشات. صور أدريان كويل، مخرج الأفلام الإنجليزي الكثير من وقائع هذا الاجتماع في جزء من فيلم وثائقي يتناول حياة مينديز في نوفمبر من نفس العام، وبُث الفيلم في عام 1990.
اعتقد مينديز أن الاعتماد على جمع المطاط وحده لا يُعتبر مستدامًا، وأن صنابير المطاط تحتاج لتطوير أنظمة تعاونية أكثر شمولية تستخدم مجموعة متنوعة من المنتجات الحرجية، مثل المكسرات والفواكه والزيت والألياف وهي تحتاج إلى التركيز على بناء مجتمعات قوية من خلال التعليم الجيد للأطفال.
أرسل صندوق الدفاع البيئي والاتحاد الوطني للحياة البرية مينديز إلى واشنطن العاصمة في محاولة لإقناع بنك التنمية للبلدان الأمريكية والبنك الدولي والكونغرس الأمريكي بدعم إنشاء المخازن الاستخراجية في مارس من عام 1987.
فاز مينديز بالعديد من الجوائز عن عمله، بما في ذلك جائزة الشرف العالمية الخمسمئة لبرنامج الأمم المتحدة للبيئة، وجائزة الإنجاز الوطني للمحافظة على الحياة الطبيعية للاتحاد الوطني للحياة البرية في عام 1988.
اشترى دارلي ألفيس دا سيلفا جزءًا من محمية مطاطية تُسمى كاشويرا في عام 1988، حيث يعيش أقارب مينديز، والتي كانت تابعة لاتحاد العمال الريفيين المحليين في إكسابوري. كان هناك شكوك حول بيع القسم من قبل عائلة البائع، الذي ادعى أن ليس لديه أي حق قانوني لبيعها، حاول سيلفا طردهم من أراضيهم لزيادة ممتلكاته في المزارع. وقف جامعو المطاط في كاشويرا بحزم ضده وأقاموا حواجز على الطريق لمنعه من الخروج.
أطلق مينديز في عام 1988 حملة لمنع سيلفا من تسجيل المنطقة التي أراد سكانها ترسيمها كمخزون استخراجي. لم ينجح مينديز في إيقاف إزالة الغابات المخطط لها وإنشاء المحمية، لكنه حصل على أمر بالقبض على دارلي بسبب جريمة قتل ارتكبت في ولاية أخرى، بارانا. سلم الأمر إلى الشرطة الفيدرالية، لكن لم يُبت في هذا الأمر مطلقًا.

## روابط خارجية
- شيكو مينديز على موقع IMDb (الإنجليزية)
- شيكو مينديز على موقع الموسوعة البريطانية (الإنجليزية)
- شيكو مينديز على موقع ميوزك برينز (الإنجليزية)